# Севремон
Севремон (фр. Sèvremont) — муніципалітет у Франції, у регіоні Пеї-де-ла-Луар, департамент Вандея. Севремон утворено 1 січня 2016 року шляхом злиття муніципалітетів Ле-Шательє-Шатомюр, Ла-Флосельєр, Ла-Поммере-сюр-Севр i Сен-Мішель-Мон-Меркюр. Адміністративним центром муніципалітету є Ла-Флосельєр. Населення — 6391 особа (01.01.2021).